# Davān
Davān (persiska: دوان) är en ort i Iran.   Den ligger i provinsen Fars, i den centrala delen av landet, 700 km söder om huvudstaden Teheran. Davān ligger 1 437 meter över havet och antalet invånare är 601.
Terrängen runt Davān är bergig åt nordost, men åt sydväst är den kuperad.Runt Davān är det ganska tätbefolkat, med 67 invånare per kvadratkilometer. Närmaste större samhälle är Kāzerūn, 9,3 km söder om Davān. Omgivningarna runt Davān är i huvudsak ett öppet busklandskap.